# Піхота вибранецька
Піхота вибране́цька, вибранці (пол. piechota wybraniecka) — частина кварцяного і компутового війська Речі Посполитої, яке набирали із земель Королівщини.
За зразком рідного Семигороддя і Швеції король Стефан Баторій ввів 1578 у Короні (з 1595 у Литві) підрозділи піхоти вибранецької, для яких набирали одного селянина з 20 ланів, хоча король планував ввести військову повинність для усіх селян із земель Королівщини. Доброволець, який мав бути сміливим і придатний для військової служби, отримував власне господарство та звільнявся від усіх повинностей і податків, усі його господарські обов'язки виконували інші селяни. Вибранець повинен був пройти військову підготовку і кожної чверті року ставати до свого ротмістра (командира роти) на перегляд з рушницею, шаблею й сокирою в одязі такого кольору, який був призначений для його підрозділу. Мобілізація вибранців ішла повільно: на зібрання давалося два місяці, на прихід до табору — місяць. 
На час війни на перший поклик ротмістра він повинен був з'явитись до нього у блакитному мундирі визначеного крою з рушницею, шаблею, сокирою з довгим держаком, порохом, свинцем для куль і т. ін. та почати отримувати платню рівну платні піхотинця у найманому війську. На час миру раз в квартал ротмістр проводив збори і навчання з своїми підлеглими. Через незадовільний рівень підготовки піхотинців рідко використовували у боях, а застосовували для інженерних робіт. Часто вибранецькі селяни підкуповували ротмістрів задля ухилення від участі у бойових діях.
Орендарі Королівщини переважно саботували набір селян у піхоту і її чисельність у Короні не перевищувала 2 тисяч, у Литві декількох сотень вояків. У другій половині XVII ст. їхня чисельність не перевищувала тисячі осіб. Перший раз у боях вибранецьку піхоту Стефан Баторій використав в ході боїв за Великі Луки, Псков у війні з Москвою (1577—1582).
З причин малої ефективності цього виду війська сейм Речі Посполитої 1649 ліквідував вибранецьку піхоту, а замість неї ввів спеціальний податок з вибранецьких волоків. 1652 у зв'язку з великими втратами у війні з Україною польський уряд повернувся до вибранецтва як постійної інституції. Однак чисельність вибранців на українських теренах була невеликою: з Галичини виставлялося бл. 200, з Холмщини і Підляшшя — бл. 200, з Поділля — бл. 300 осіб.
Сейм 1726 ухвалив замінити вибранецьку піхоту податком із ланів, які займали вибрані до неї селяни. На ці кошти 1729 було навербовано 350 піхотинців.